# Java Enterprise System
In informatica, il Java Enterprise System (JES) è un insieme di programmi e servizi forniti dalla Sun Microsystems progettati per sovraintendere alla gestione e all'organizzazione delle informazioni nelle società. Il pacchetto completo costa 100 dollari per impiegato per anno. Molti dei programmi inclusi nel Java Enterprise System erano precedentemente disponibili separatamente come per esempio iPlanet o Sun ONE.
Alcune grandi società nel 2004 hanno deciso di utilizzare il pacchetto Java Enterprise System e questo è stato considerato come un positivo indicatore del successo del pacchetto della Sun Microsystems.